# Janusz Jurek
Janusz Jurek (ur. 1 kwietnia 1946 w Lublinie) – polski pedagog, polityk, urzędnik, poseł na Sejm II kadencji.

## Życiorys
Ukończył w 1985 studia na Wydziale Pedagogiki i Psychologii Uniwersytetu Marii Curie-Skłodowskiej.
Od 1968 do 1990 pracował w Spółdzielni Inwalidów „Zjednoczenie” w Lublinie. W wyborach uzupełniających w 1990 bez powodzenia ubiegał się o mandat senatorski z ramienia SdRP. W latach 1993–1997 sprawował mandat posła na Sejm II kadencji, wybranego z listy Sojuszu Lewicy Demokratycznej w okręgu lubelskim. Zasiadał m.in. w Komisji Polityki Społecznej oraz w Komisji Młodzieży, Kultury Fizycznej i Sportu. W 1997 i 2001 bez powodzenia kandydował w kolejnych wyborach parlamentarnych.
Po zakończeniu kadencji przez rok był dyrektorem oddziału prywatnej firmy. W latach 1999–2007 zajmował stanowisko dyrektora Regionalnego Ośrodka Polityki Społecznej w Lublinie, następnie został zastępcą dyrektora tej jednostki.
Działacz Polskiego Związku Sportu Niepełnosprawnych „Zjednoczenie”, wszedł w skład prezydium zarządu Polskiego Komitetu Paraolimpijskiego. Pozostał członkiem SLD.
Odznaczony Krzyżem Kawalerskim Orderu Odrodzenia Polski (1997).